# Francisca Desamparados Honorata Lloret Martí
Blahoslavená Francisca Desamparados Honorata Lloret Martí, řeholním jménem Ángeles od svatého Josefa (16. ledna 1875, Villajoyosa – 20. listopadu 1936, Paterna) byla španělská římskokatolická řeholnice kongregace Sester křesťanské doktríny a mučednice.

## Život
Narodila se 16. ledna 1875 ve Villajoyose jako dcera Francisca a Carmen.
Studovala pedagogiku a roku 1903 vstoupila do kongregace Sester křesťanské doktríny a přijala jméno Ángeles od svatého Josefa. V této kongregaci zastávala několik pozic, přes řadovou řeholnici se stala nejprve představenou řeholního domu, generální sekretářkou a nakonec generální představenou kongregace sídlící v Mislatě.
Po národním povstání za Španělské občanské války dne 18. července 1936 byla nucena své sestry zachránit. V této době probíhalo protikatolické pronásledování. Proto jim nařídila, aby svlékly řeholní oděv a odešly všechny do soukromého domu na Maestro Chapí na okraji Valencie. Novicky odešly ke svým rodinám či přátelům. Milicionáři zjistili jejich úkryt a 19. listopadu je přišli zatknout. Druhý den byla matka Ángeles a dalších 14 sester odvedeny na jízdárnu Picadero de Paterna blízko Valencie. Po krutém mučení a zesměšňování byly sestry zastřeleny.

## Proces blahořečení
Její proces blahořečení byl zahájen 5. července 1965 v arcidiecézi Valencia spolu s dalšími šestnácti spolusestrami křesťanské doktríny.
Dne 6. července 1993 uznal papež sv. Jan Pavel II. jejich mučednictví. Blahořečeny byli 1. října 1995 spolu s dalšími 45 mučedníky Španělské občanské války.